# Petar Borota
Petar Borota (tiếng Serbia: Пeтap Бopoтa) (5 tháng 3 năm 1952 – 12 tháng 2 năm 2010) là một cầu thủ bóng đá người Serbia từng thi đấu ở vị trí thủ môn, nổi bật nhất là cho Partizan và Chelsea.
Ngoài là một thủ môn có tài năng, Borota còn được nhớ đến bởi phong cách thi đấu lập dị nên thỉnh thoảng khiến đội nhà nhận những bàn thua khó hiểu.